# Play & Stay

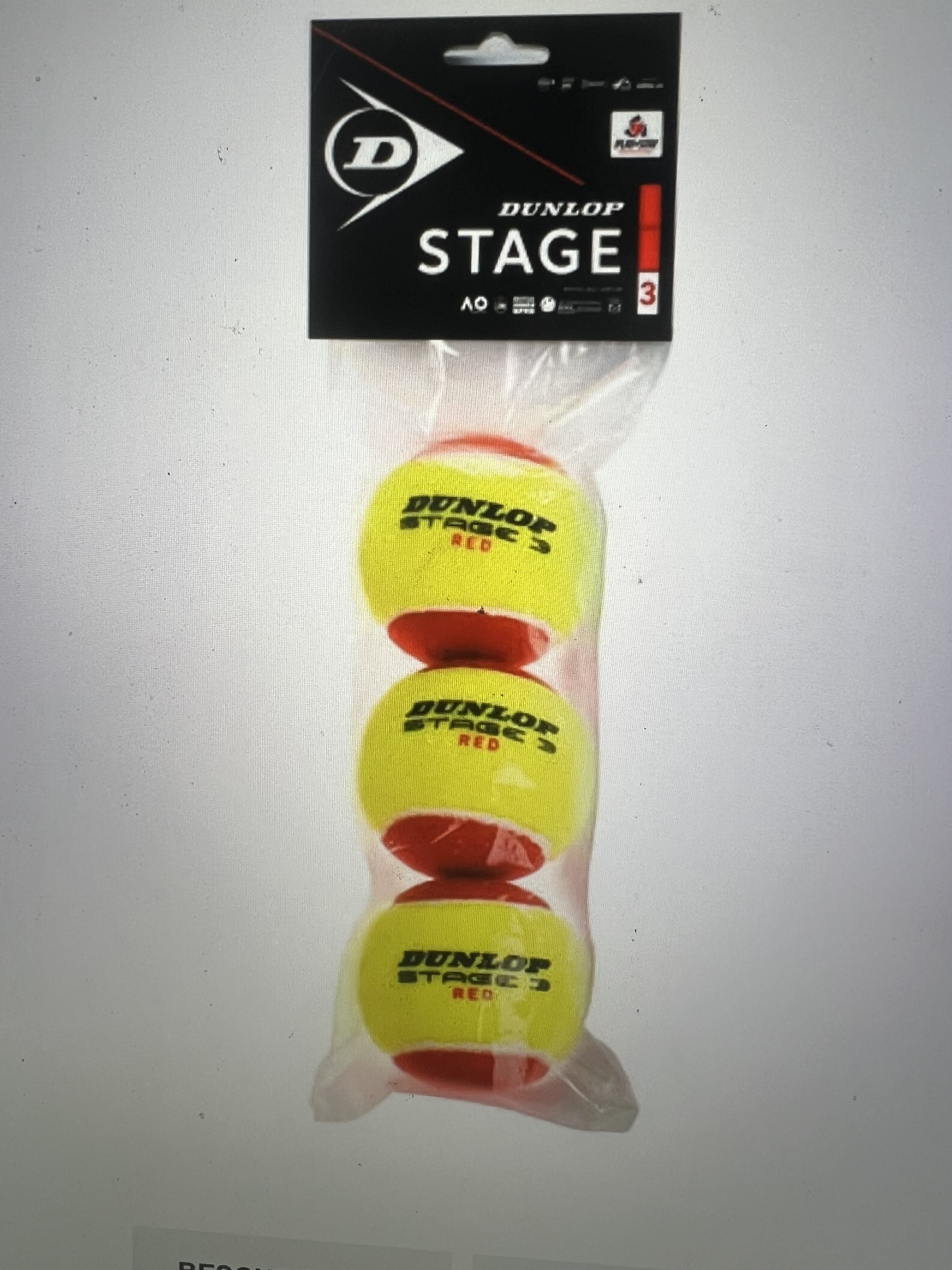
Tennisbälle Stage-3

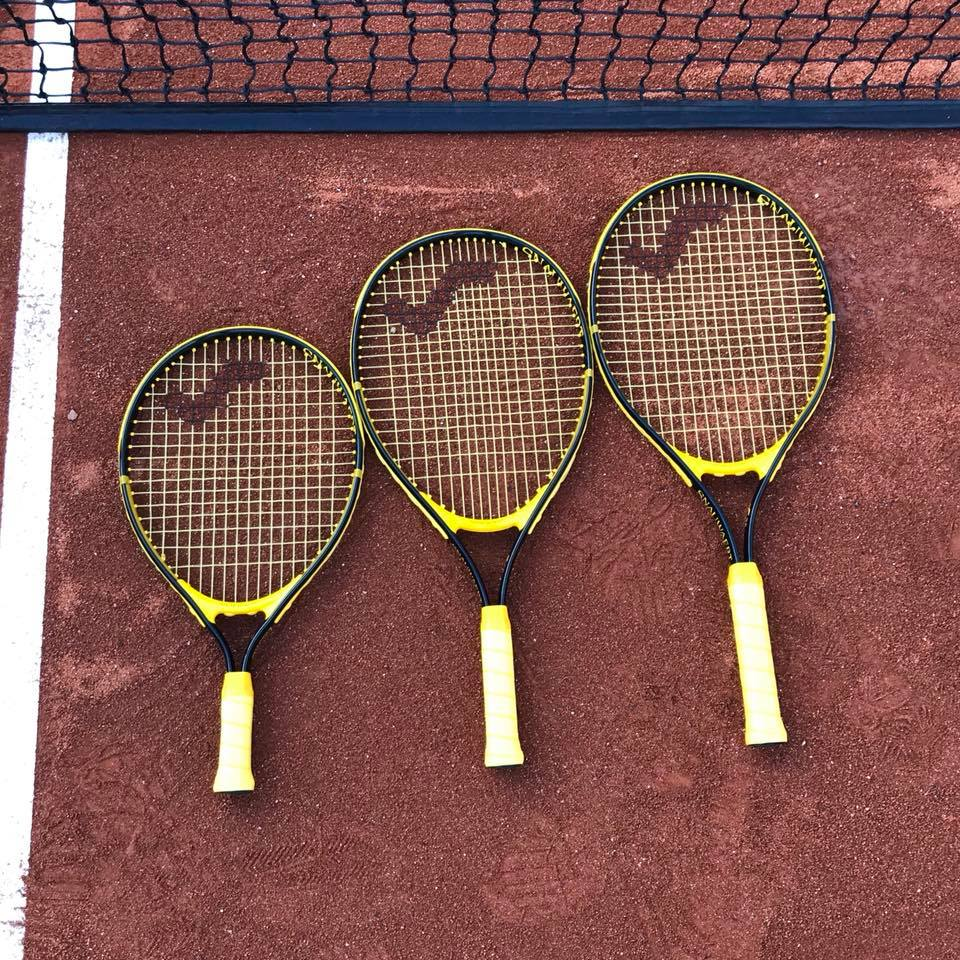
Tennisschläger für Kinder in ansteigenden Größen

Play & Stay ist ein Förderkonzept im Tennis speziell für Kinder und Jugendliche. Es bildet das Fundament des Kinder- und Jugendkonzepts Talentinos. Die Kinder lernen Tennis auf Plätzen und mit Schlägern, die mitwachsen und den Körperproportionen entsprechen. Gespielt wird auf kleineren Tennisplätzen und mit unterschiedlich farbig markierten Bällen, die altersgerecht springen und ein technisch sauberes Spiel ermöglichen. Hierfür stehen Stage-Bälle in drei Stufen zur Verfügung. Stage-Bälle werden auch „Methodikbälle“ genannt. Dort lauten die Bezeichnungen für Stage-3 „Soft Trainer 3“, für Stage-2 „Soft Trainer 2“ und für Stage-1 „Soft Trainer 1“.
Im Jahr 2003 wurde von der International Tennis Federation (ITF), dem Internationalen Tennis-Verband, eine Taskforce mit Tennisexperten aus verschiedenen Ländern ins Leben gerufen. Diese befasste sich mit dem Phänomen, dass es, vor allem für traditionelle Tennisnationen, weniger ein Problem darstellt, das Interesse der Menschen für den Tennissport zu wecken, aber ein weit größeres Problem darin besteht, diese nach den ersten Versuchen auch langfristig an den Sport zu binden. Bei vielen Interessierten blieb es oft beim ersten Versuch.
Diese weltweite Initiative der ITF läuft unter dem Titel „Play & Stay“ und wird unter anderem in Deutschland unter Federführung des Deutschen Tennis Bundes (DTB) in allen Landesverbänden umgesetzt. In Österreich wurde 2007 das Konzept eingeführt.

## Stufe rot / Stage-3

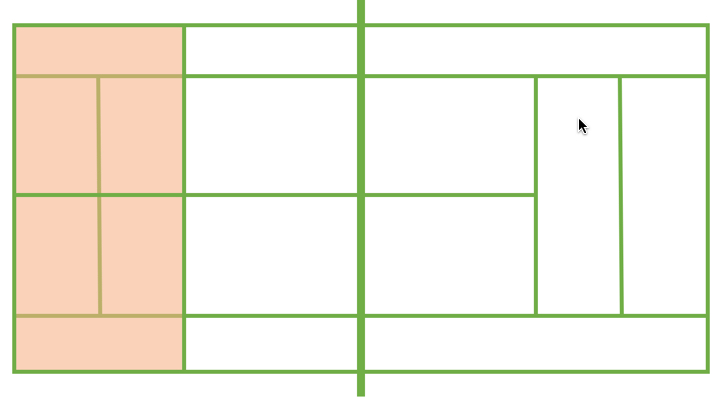
Kleinfeld, redcourt, Stage-3

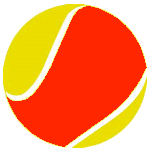
Stage-3-Ball

In dieser Stufe findet bereits ein Wettspielbetrieb und Turniere der U8 und U9 statt. (U8 bedeutet „Kinder unter acht Jahren“)
- Spielfeld: Kleinfeld
- Größe des Spielfelds: 10,97 m × 6 m
- Stage-3-Bälle, rot markierte Bälle, 75 % druckreduziert, Durchmesser 7,5 cm
- Schlägerlänge 43–58 cm

## Stufe orange / Stage-2

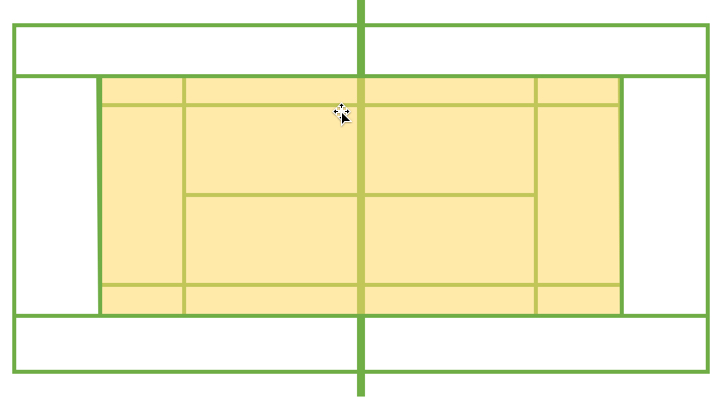
Midcourt, orangecourt, Stage-2

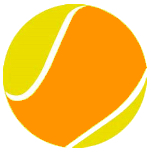
Stage-2-Ball

In dieser Stufe findet ein Wettspielbetrieb U10 statt und Turniere der U9 (höheres Leistungsniveau) oder U10.
- Spielfeld: Midcourt
- Größe des Spielfelds: 18 m × 6,40 m (Einzel); 8,23 m (Doppel)
- Stage-2-Bälle, orange markierte Bälle, 50 % druckreduziert, Durchmesser 6,2 cm
- Schlägerlänge 58–66 cm

## Stufe grün / Stage-1

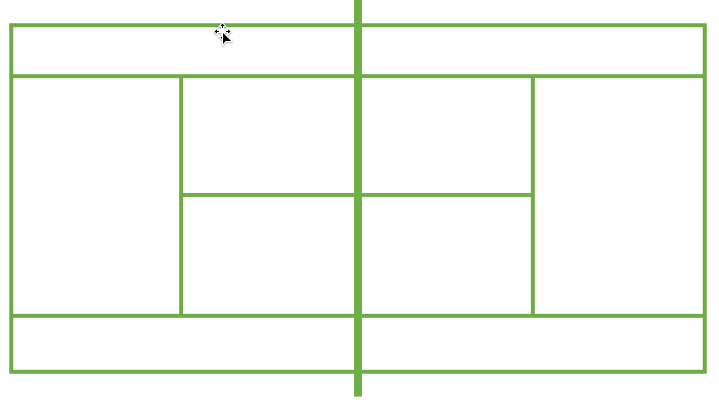
Normalcourt, greencourt, Stage-1

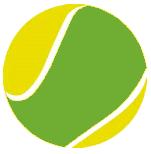
Stage-1-Ball

In dieser Stufe findet ein Wettspielbetrieb U12 statt und Turniere U10 (höheres Leistungsniveau) oder U12
- Spielfeld: Großfeld
- Größe des Spielfelds: 23,77 m × 8,23 m (Standardgröße)
- Stage-1-Bälle, grün markierte Bälle, 25 % druckreduziert
- Schlägerlänge 63–68 cm